# 弗伦奇克里克
弗伦奇克里克（英語：French Creek）是位于美国纽约州肖托夸县的一个镇，地处肖托夸县西南部，同时也处于整个纽约州的西南角。2010年美国人口普查时，该镇有906人。最初的定居者于1811年左右到达这里。1829年，弗伦奇克里克镇从克莱默镇分出，独立建镇。